# Strehovci
Strehovci is een plaats in Slovenië en maakt deel uit van de gemeente Dobrovnik in de NUTS-3-regio Pomurska. De plaats telde 223 inwoners op 1 januari 2020.